# Travo

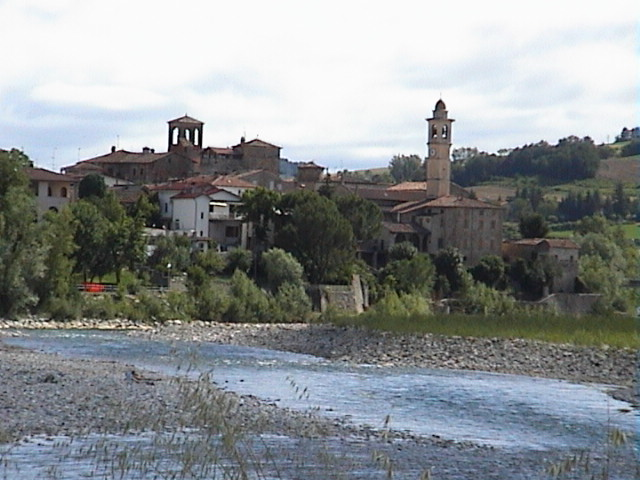
Travo

Travo ist eine italienische Gemeinde (comune) mit 2205 Einwohnern (Stand 31. Dezember 2023) in der Provinz Piacenza in der Emilia-Romagna. Die Gemeinde liegt etwa 20 Kilometer südsüdwestlich von Piacenza an der Trebbia und gehört zur Comunità Montana Appennino Piacentino.

## Geschichte
Archäologische Ausgrabungen bestätigen seit 1995, dass die Gegend um Travo seit der Steinzeit bewohnt ist. Im Jahr 303 wird der Ort erstmals urkundlich als römische Siedlung Trivia erwähnt. Später gehörte das Gebiet der heutigen Gemeinde zur Abtei des heiligen Columbanus.

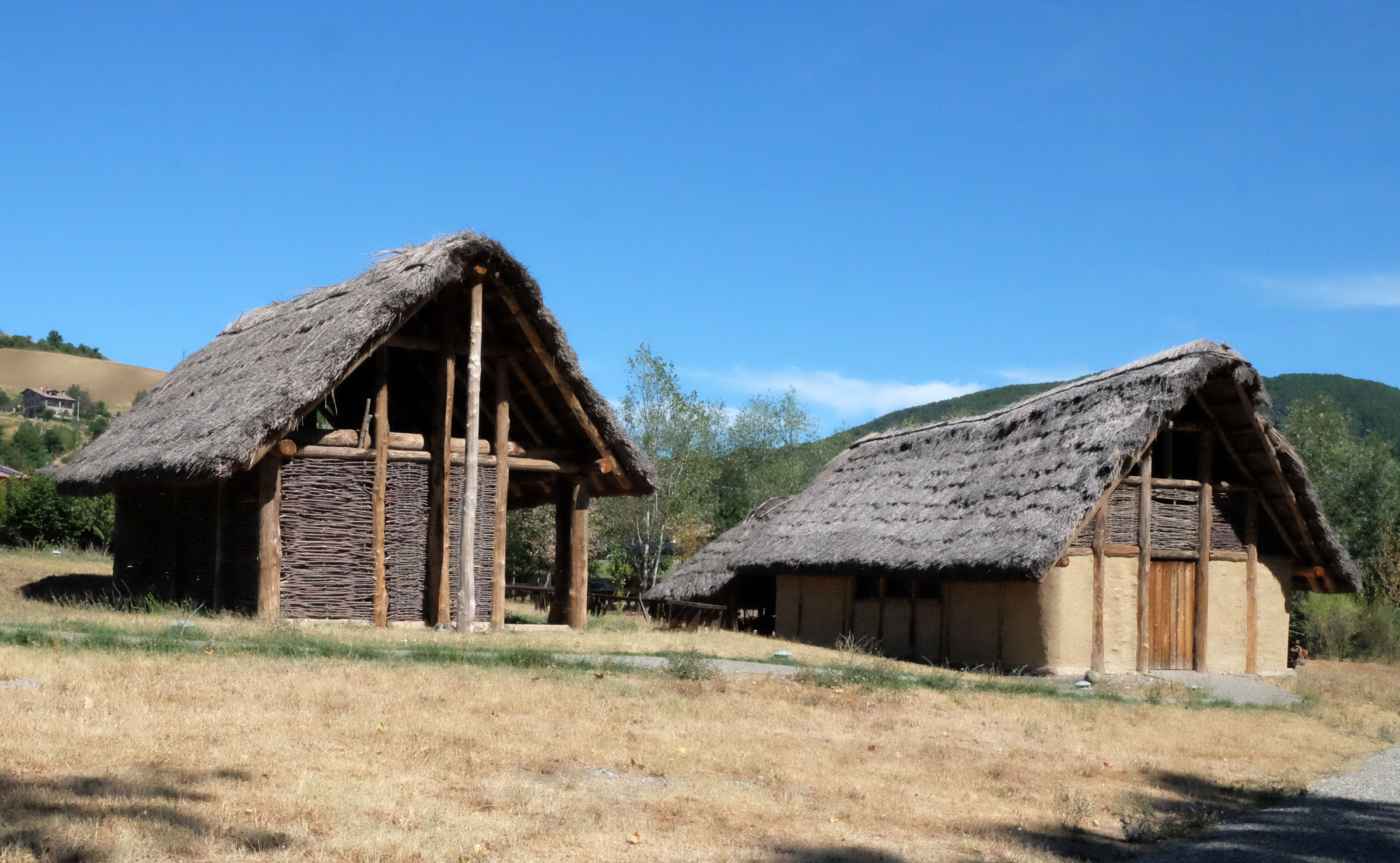
Villaggio neolitico in Travo

## Verkehr
Durch die Gemeinde führt die Strada Statale 45 di val Trebbia von Genua nach Piacenza.

## Söhne und Töchter
- Giorgio Corbellini (1947–2019), römisch-katholischer Geistlicher und Kurienbischof